# Aérodrome de Barcelonnette - Saint-Pons
L'aéroport de Barcelonnette - Saint-Pons (code IATA : BAE • code OACI : LFMR) est un aéroport du département des Alpes-de-Haute-Provence. Situé sur la commune de Saint-Pons, il est doté d'une piste de 800 m, mais pas de balisage lumineux. Un centre de vol à voile l'utilise.

## Situation
L'aérodrome est situé à 3 km à l'ouest de Barcelonnette en bordure de l'Ubaye et sur l'ancien cône de déjection du Riou Bourdoux  sur la commune de Saint-Pons.

## Agrément
L'aéroport de Barcelonnette-Saint-Pons fait partie de la liste n° 1 (aérodromes ouverts à la circulation aérienne publique) des aérodromes autorisés au 31 janvier 2010 (décret : NOR :DEVA1012766K ).
Cet aérodrome est ouvert au trafic national commercial, aux avions privés et aux VFR de jour.

## Infrastructures
L'aérodrome est doté d’une piste revêtue orientée 09/27 (QFU 092/272) de 800 m de long sur 30 m de large. La piste se situe à une altitude de 1132m.
L'aéroport n'a pas de balisage lumineux et n'est donc pas agréé pour le VFR de nuit, ni IFR.
Le ravitaillement en AVGAS 100LL et TRO est possible pour civils et militaires. Il n'y a ni douanes, ni police, mais un SSLIA de niveau 1.
Pas de service de contrôle, le trafic s'effectue par la fréquence d'auto-information : 123.500 Mhz.
Le gestionnaire de l'aérodrome est le centre de vol à voile de Barcelonnette.

## Rattachements
Barcelonnette est un petit aéroport qui dépend du district aéronautique Provence et ne dispose pas de services de la DGAC. Pour l'information aéronautique, la préparation des vols et le dépôt des plans de vol il est rattaché au BRIA (Bureau régional d'information aéronautique) de l'aéroport de Marseille Provence.
Pour le suivi des vols VFR avec plan de vol et pour le service d'alerte l'aérodrome dépend du bureau des télécommunications et d'information en vol (BTIV) du Centre en route de la navigation aérienne Sud-Est d'Aix-en-Provence.

## Aéroclubs
Un seul aéroclub est présent sur le terrain, le centre de vol à voile de l'Ubaye.